# ای‌آرام وراکروز
ای‌آرام وراکروز (به انگلیسی: ARM Veracruz) یک کشتی است که طول آن 81.4m می‌باشد. این کشتی در سال ۲۰۰۰ ساخته شد.